# Matemàtiques de la papiroflèxia

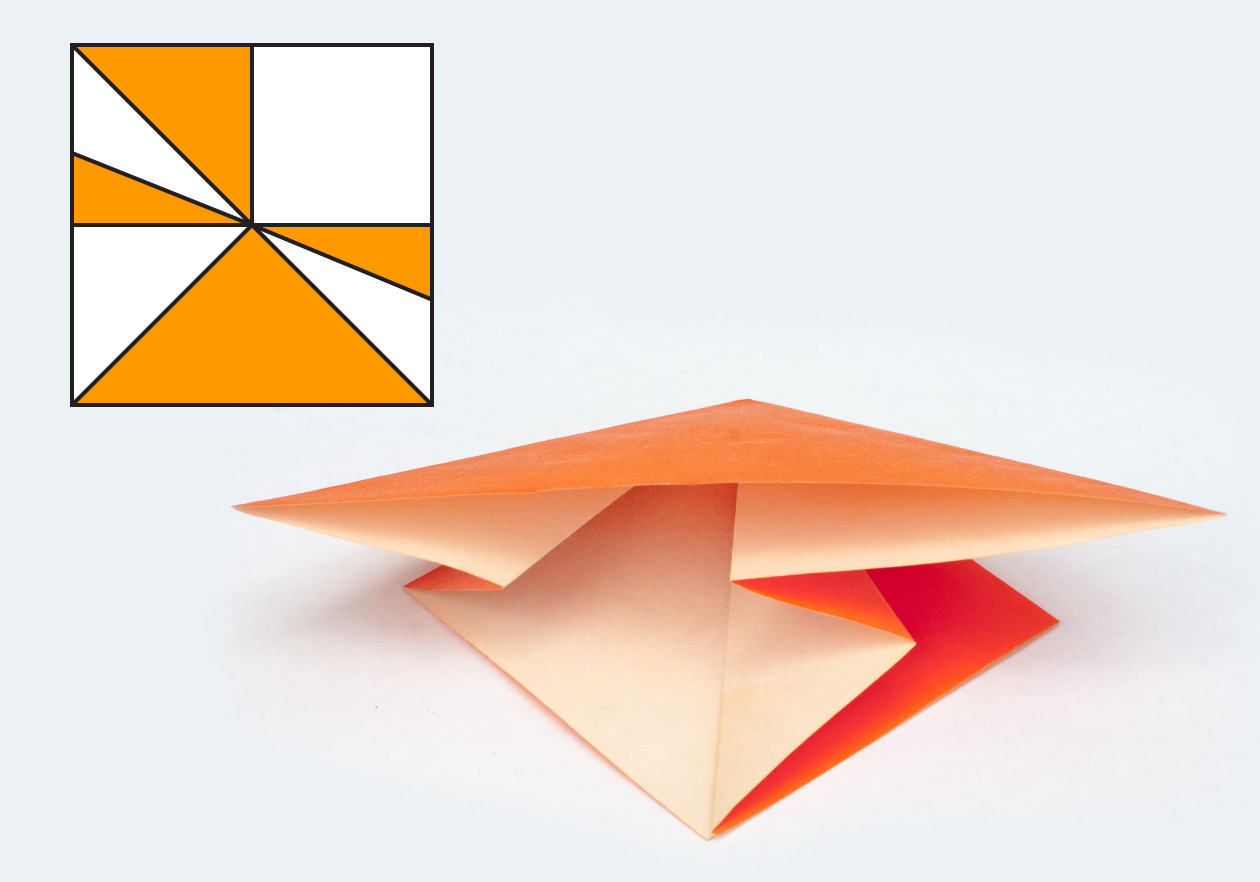
Teorema de Kawasaki

S'han realitzat nombrosos estudis matemàtics sobre l'art de plegar el paper, anomenat papiroflèxia o origami. Els aspectes que han despertat l'interès matemàtic, inclouen tant la capacitat de doblegar sense fer malbé una determinada figura de paper, com el nombre de doblecs de paper que calen per a resoldre equacions matemàtiques. Un dels seus pioners va ser David A. Huffman.
S'ha demostrat que alguns problemes geomètrics clàssics de construcció, com ara triseccionar un angle qualsevol o duplicar el volum d'un cub qualsevol, no es poden resoldre emprant el regle i el compàs, però es poden resoldre mitjançant el plegament de paper. Es poden realitzar també plecs de paper per resoldre equacions de fins a 4t grau. (Els axiomes d'en Huzita-Hatori són una contribució important a aquest camp d'estudi).
També, com a resultat de l'estudi de l'origami mitjançant l'aplicació de principis de geometria, mètodes com ara el Teorema de Haga han permès doblegar el cantó d'un quadrat en tres, cinc, set i nou parts. Altres teoremes i mètodes han permès derivar altres formes a partir d'un quadrat, com ara els triangles equilàters, els pentàgons, els hexàgons, i els rectangles de característiques especials com ara el rectangle daurat, o el rectangle de plata.
El problema de l'origami rígid, que tracta els plecs com a línies que uneixen dues superfícies planes rígides, com són les platines o plaques metal·liques, té una gran importància pràctica. Com a exemple, el plec de mapa de Miura és un plec rígid que s'ha emprat per tal de desplegar grans panells solars de satèl·lits espacials.
L'obtenció d'un model pla a partir d'un patró arronsat, és un procés que en Marshall Bern i en Barry Hayes han demostrat que és NP-complet. Es discuteixen referències addicionals i resultats tècnics a la 2a Part de Geometric Folding Algorithms.

La funció de pèrdua a l'hora de doblegar un paper en dos en una única direcció s'ha determinat com a {\displaystyle L={\frac {\pi t}{6}}(2^{n}+4)(2^{n}-1)}, on L és la longitud mínima del paper (o un altre material), t és el gruix del material, i n és el nombre de plecs possibles. Aquesta funció fou publicada per en Britney Gallivan el 2001 (llavors encara era estudiant de secundària), que aconseguí doblegar un full de paper per la meitat 12 cops. Fins llavors es pensava popularment que un paper de qualsevol mida no es podia doblegar més de 8 cops.